# Thomisus albertianus maculatus
Thomisus albertianus là một phân loài nhện trong họ Thomisidae.
Loài này thuộc chi Thomisus. Thomisus albertianus maculatus được miêu tả năm 1959 bởi Comellini.